# Scooby-Doo! La leyenda del fantasmasauro
Scooby-Doo! La leyenda del fantasmasauro es la decimosexta película directa a video, basada en las clásicas series de Scooby-Doo de Hanna-Barbera.
Producida por la compañía Warner Bros. Animation, fue lanzada el 4 de septiembre de 2011 en DVD y Blu-Ray.

## Argumento
La pandilla decide relajarse y van a un spa, pero todo esto se convierte en una aventura de terror prehistórica cuando descubren un horrible fantasma-Sauro, una antigua leyenda que cobra vida para proteger los tesoros enterrados en las cuevas de un desierto secreto.

## Voces
| Personaje              | Actor de voz original    | Actor de doblaje     |
| ---------------------- | ------------------------ | -------------------- |
| Scooby-Doo             | Frank Welker             | Antonio Gálvez       |
| Fred Jones             | Frank Welker             | Luis Alfonso Padilla |
| Vilma Dinkley          | Mindy Cohn               | Irene Jiménez        |
| Daphne Blake           | Grey DeLisle             | Yolanda Vidal        |
| Shaggy Rogers          | Matthew Lillard          | Arturo Mercado       |
| Profesora Svankmajer   | Finola Hughes            | Cony Madera          |
| Winsor                 | Matthew Gray Gubler      | Gerardo Alonso       |
| Líder de motociclistas | Kevin Michael Richardson | Salvador Reyes       |
| Doctor                 | Maulik Pancholy          | Roberto Mendiola     |
| Insertos               | N/D                      | Antonio Gálvez       |